# Новокуйбышевский нефтеперерабатывающий завод
АО «Новокуйбышевский нефтеперерабатывающий завод» — российский нефтеперерабатывающий завод в Самарской области. Входит в группу ПАО «НК «Роснефть».
Штаб-квартира компании расположена в Новокуйбышевске.
Мощность НПЗ составляет 8,8 млн тонн нефти в год.

## История
В 1947 году было принято решение о строительстве Новокуйбышевского нефтеперерабатывающего завода, строительство началось в 1949 году. 
В 1951 году завод был запущен в эксплуатацию. Тогда же на нём была отгружена первая партия автобензина. Предприятие строилось из расчёта выпуска на нём в том числе таких передовых для СССР видов продукции, как топливо для реактивных двигателей, масла для ракет-носителей и легковых автомобилей.
В советский период завод дважды подвергался модернизации: в 1959 — 1965 годах и в 1971 — 1975 годах.
17 ноября 1992 года была создана нефтяная компания ЮКОС. В её уставный капитал были внесены акции Новокуйбышевского нефтеперерабатывающего завода. В конце 1990-х годов компания ЮКОС провела модернизацию своих нефтеперерабатывающих мощностей в Самарской области. В рамках этой программы было проведено разделение технологических процессов на предприятиях группы. Так, мощности Новокуйбышевского НПЗ были оптимизированы на максимальную глубину переработки нефти. Тяжёлые дистилляты поставлялись на предприятие для дальнейшей переработки с Самарского НПЗ и с Сызранского НПЗ.
В мае 2007 года Новокуйбышевский НПЗ был приобретён нефтяной компанией Роснефть. На предприятии начался новый этап модернизации, в результате которой был освоен выпуск новых видов продукции: дизельное топливо, отвечающее европейским стандартам качества, дорожные битумы нового поколения.
В ночь на 2 августа 2025 года атакован БПЛА, повреждены ректификационные колонны.

## Предприятие сегодня
Новокуйбышевский НПЗ сегодня — самое мощное нефтеперерабатывающее предприятие среди заводов самарской группы ПАО "НК «Роснефть». АО «Новокуйбышевский НПЗ» производит топливо для всех видов транспорта: автомобильного, авиационного, железнодорожного, речных и морских судов, компоненты смазочных масел, битумы, кокс, продукты нефтехимии. Железнодорожным, автомобильным и речным транспортом продукция предприятия — около 30 видов — отгружается во все концы страны и за рубеж. География отгрузок насчитывает около 90 регионов России и ближнего зарубежья. Предприятие перешло на полный выпуск автобензинов и дизельного топлива высшего экологического стандарта Евро-5, обеспечив соответствие выпускаемой продукции требованиям Технического регламента Таможенного союза. На предприятии продолжается строительство объектов комплекса гидрокрекинга тяжёлых нефтяных фракций, пуск которого позволит значительно повысить глубину переработки нефти с увеличением выхода светлых продуктов. Высокое качество выпускаемой продукции НК НПЗ подтверждается победой на Всероссийском конкурсе «100 лучших товаров России».

## Экологическая программа
Завод реализует целевую программу по улучшению экологической ситуации. Она включает три направления: снижение нагрузки на атмосферу, повышение эффективности работы очистных сооружений и блоков оборотного водоснабжения, а также работу с отходами. 
В рамках целевой программы в том числе усилена очистка сточных вод, включая доочистку с технологией мембранного биореактора, и сокращён забор воды из Волги для производственных объектов.
Также с 2019 года завод выпускает экологичное моторное топливо СМТ вид А, его используют для речных и морских судов. Содержание серы в данном виде топлива составляет менее 0,1%.